# Rio Apoș
O Rio Apoş é um rio da Romênia afluente do rio Bârghiş, localizado no distrito de Sibiu.